# 羅申駿
羅申駿（英語：Johnason Lo，1978年9月1日—），中華民國新北永和人，台灣設計師，JL Design創辦人、華漾科技共同創辦人、政問新媒體協會理事長暨發起人，現為美好證券品牌長。復興美工電腦動畫組畢業。
羅申駿曾多次擔任國際電視包裝設計獎、紅點設計大獎評審，以及金馬獎、金曲獎、亞洲金點設計獎頒獎典禮視覺設計統籌。其於政治社會領域更以曾發起跨界網路節目《政問》著稱，並於2015年至2017年擔任台北市政府市政顧問。

## 早年生平

### 家庭及求學生涯
因父母工作緣故，羅申駿出生於日本東京，後舉家搬遷台灣新北市永和區居住，不久後父母離異，故童年時期多與母親及外公、外婆生活。而因羅申駿外公為高等法院法官錢通，且返台後母親也從事法律相關工作，所以羅申駿自幼多在法務機關中度過。
羅申駿當年成功考取復興美工，為復興美工首屆電腦動畫組畢業生。

### 進入影視產業
於復興美工畢業後，羅申駿17歲即搭上台灣剛推出有線電視牌照的趨勢前往TVBS實習，後於1996年進入TVIS（現為年代電視台）擔任助理導播。
在TVIS體育台任職期間，羅申駿跟隨時任導播徐國祚學習。，曾跟隨其轉播許多時下經典賽事，包含保齡球菁英盃、中華職棒、台灣大聯盟等。後來，羅申駿亦參與製作了《我猜我猜我猜猜猜》、TVBS《音樂愛情故事》等當時紅極一時的電視節目。

## 經歷

### 海外發展
24歲時，羅申駿以為東風衛視設計形象廣告首度獲得國際電視包裝設計獎最佳頻道識別設計銀獎。
自此羅申駿即開始發展其海外事業，並遠赴新加坡先後為新傳媒8頻道、HBO Asia、Cinemax、迪士尼頻道及印度Filmy頻道製作品牌視覺設計。

### 回台創業
於新加坡旅居4年後，羅申駿返台成立設計公司「JL Design」，為台灣第一個動態圖像設計及頻道品牌設計公司，並開始為客家電視台、HiHD（現公視3台）打造品牌識別設計。
羅申駿返台創業後，除協助國內品牌進行相關設計外，亦持續拓展海外版圖並積極參與國際設計活動，2008年至2009年期間，羅申駿以HiHD（現公視3台）設計案獲得國際電視包裝設計獎亞洲金獎。、半島電視台2009年度設計顧問提案也斬獲了國際電視包裝設計獎全球金獎，於全球設計界迅速累積知名度，除開始受邀至國內外重要設計、影視展覽活動演講外，更擔任紅點設計大獎影像動畫類首位台灣評審。
其中，羅申駿所創立的JL Design亦為台灣孕育了許多動畫設計人才，舉凡白輻射影像創意總監洪鈺堂、人森工作室創辦人Smoky Tu以及台灣特效動畫總監左志中等人。

### 個人事業
2013年，羅申駿受鴻海集團創辦人郭台銘之子郭守正之邀，出任台灣動畫公司「首映創意」執行長，在職期間協助公司自製作原創動畫轉型為特效公司華漾科技。，作品包括《樓下的房客》、《我的少女時代》。
2014年，首次參與製作第25屆金曲獎頒獎典禮視覺設計統籌，同時羅申駿邀集蕭青陽、王志弘、聶永真、方序中、顏伯駿及廖小子等台灣多名精銳設計師共同參與該屆金曲獎視覺設計製作。後來羅申駿接連擔任第26屆、第29屆、第30屆金曲獎以及第56屆、第57屆金馬獎頒獎典禮視覺設計統籌。
2017年，受邀出任世界級電影特效公司Digital Domain大中華區總經理。
2016年中華民國總統副總統及立法委員選舉期間，由包含羅申駿在內的14間跨領域公司與新生代意見領袖共同策劃，發起新型態政論節目《政問 Talk To Taiwan》。
2020年，受美好證券董事長黃谷涵的邀請，擔任美好證券品牌長，從設計領域跨足金融業。

## 榮譽
- 2012年 日本+81雜誌 Vol.58 “Next Creative Generation in Asia” 專題 - JL Design（為台灣唯一入選設計公司）[32]
- 2014年 《GQ》 Man of The Year - 羅申駿[33]
- 2017年 《Taiwan Tatler》Generation T 名單「50新銳先鋒・定義台灣未來」 - 羅申駿[34]
- 2018年 《GQ》 Man of The Year - 羅申駿[35]
- 2020年 Shopping Design Award TAIWAN DESIGN BEST 100 年度時人 - 羅申駿[36]

## 相關資料
1. ↑  詹致中. . 關鍵評論網. 2020-06-18  [2021-05-13]. （原始内容存档于2021-05-13）.
2. ↑  . TED. 2015-04-17  [2021-09-12]. （原始内容存档于2021-09-12）.
3. ↑  錢欽青、陳昭妤、陳昭妤. . 聯合報. 2019-12-02  [2021-08-31]. （原始内容存档于2021-08-31）.
4. ↑  La Vie編輯部. . 麥浩斯. 2014-11-20  [2021-08-31]. （原始内容存档于2021-08-31）.
5. ↑  詹致中. . 台北文創. 2020-06-10  [2021-08-31]. （原始内容存档于2021-08-31）.
6. ↑  薛怡青、廖祐瑲. . 新浪新聞. 2014-09  [2021-08-31]. （原始内容存档于2021-08-31）.
7. ↑  . TED. 2010-11-12  [2021-09-02]. （原始内容存档于2021-09-02）.
8. ↑  謝明玲. . 天下雜誌. 2014-07-15.
9. ↑  薛怡青. . Cheers快樂工作人雜誌. 2014-09-01  [2021-09-02]. （原始内容存档于2018-07-25）.
10. ↑  . TVBS. 2014-11-16  [2021-09-02]. （原始内容存档于2021-09-02）.
11. ↑  孫維敏. . 中時新聞網. 2012-10-21  [2021-09-02]. （原始内容存档于2021-09-02）.
12. ↑  天下編輯部. . 天下雜誌. 2015-01-30  [2021-05-13]. （原始内容存档于2021-05-13）.
13. ↑  趙靜瑜. . 中時新聞網. 2014-07-14  [2021-09-02]. （原始内容存档于2021-09-02）.
14. ↑  馬岳琳. . 天下雜誌. 2015-05-30  [2021-05-13]. （原始内容存档于2021-05-13）.
15. ↑  郭士榛. . 人間福報. 2014-07-14  [2021-08-31]. （原始内容存档于2021-08-31）.
16. ↑  . 紅點設計大獎. 2016-12-31  [2021-05-13]. （原始内容存档于2021-05-13）.
17. ↑  張家睿. . Medium. 2019-06-23  [2021-08-31]. （原始内容存档于2021-08-31）.
18. ↑  佐梵. . PChome個人新聞台. 2013-07-16  [2021-08-31]. （原始内容存档于2021-08-31）.
19. ↑  顏理謙. . 數位時代. 2016-10-14  [2021-08-31]. （原始内容存档于2021-08-31）.
20. ↑  邱莉玲. . 中時新聞網. 2014-11-24  [2021-08-31]. （原始内容存档于2021-08-31）.
21. ↑  . 華漾科技.   [2021-08-31]. （原始内容存档于2021-08-31）.
22. ↑  . 華漾科技.   [2021-08-31]. （原始内容存档于2021-08-31）.
23. ↑  黃亞琪. . ETtoday新聞雲. 2014-07-04  [2021-08-31]. （原始内容存档于2021-08-31）.
24. ↑  史書華. . 天下雜誌. 2015-07-02.
25. ↑  張鐵志、林政億. . 新活水. 2018-06-25  [2021-08-31]. （原始内容存档于2021-08-31）.
26. ↑  蔡紀眉. . 天下雜誌. 2019-07-05  [2021-05-20]. （原始内容存档于2021-05-13）.
27. ↑  洪文. . ETtoday新聞雲. 2019-07-30  [2021-08-31]. （原始内容存档于2021-08-31）.
28. ↑  江玟、陳一姍. . 天下雜誌. 2020-08-24.
29. ↑  江昭倫. . 中央廣播電台. 2019-03-18  [2021-08-31]. （原始内容存档于2021-08-31）.
30. ↑  顏理謙. . Shopping Design. 2016-10-23  [2021-05-13]. （原始内容存档于2021-05-14）.
31. ↑  許雅綿、蘇義傑. . 遠見雜誌. 2021-05-27  [2021-08-31]. （原始内容存档于2021-06-09）.
32. ↑  .   [2021-05-20]. （原始内容存档于2021-05-20）.
33. ↑  . GQ. 2014-12-10  [2021-05-20]. （原始内容存档于2021-05-20）.
34. ↑  . Tatler.   [2021-08-31]. （原始内容存档于2021-08-31）.
35. ↑  . GQ. 2018-11-30  [2021-08-31]. （原始内容存档于2021-08-31）.
36. ↑  . Shopping Design. 2020-12-04  [2021-08-31]. （原始内容存档于2021-08-31）.

## 外部連結
- JL羅申駿的Facebook專頁
- 羅申駿的Instagram
- JL Design的X（前Twitter）
- JL Design的Instagram帳戶
- JL Design的Facebook專頁 （页面存档备份，存于）